# Bárður Nielsen

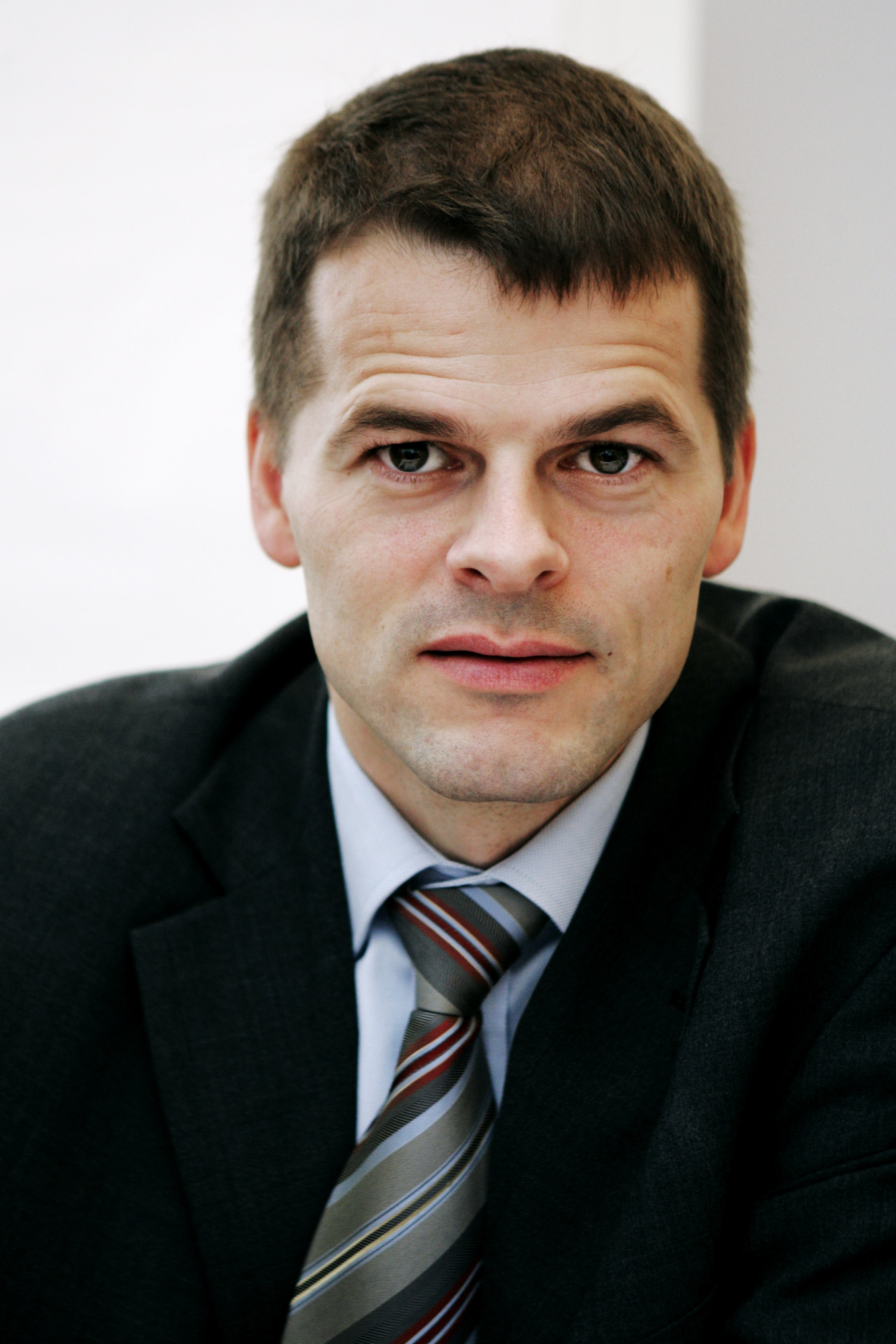
Bárdur Nielsen

Bárður á Steig Nielsen (* 16. April 1972 in Vestmanna, Färöer) ist ein färöischer Geschäftsmann und Politiker sowie Parlamentsabgeordneter der Unionisten (Sambandsflokkurin). Von 2004 bis 2007 war er färöischer Finanzminister. Seit Ende Oktober 2015 ist er Vorsitzender seiner Partei. Er war von September 2019 bis Dezember 2022 Løgmaður, Regierungschef der Färöer.

## Laufbahn
Bárður Nielsen hat an der Universität Aarhus Betriebswirtschaft studiert. Seit 1993 war er in verschiedenen Unternehmen auf den Färöern beschäftigt.

### Politik
Bárður Nielsen wurde 2002 erstmals als Abgeordneter ins Løgting gewählt. Von Februar 2004 bis Mai 2007 war er Finanzminister im Kabinett Eidesgaard I.
Ende Oktober 2011 schaffte er die Rückkehr ins Løgting mit 872 Stimmen, dem zweitbesten Ergebnis in seiner Partei. Am 14. März 2015 wurde er zum stellvertretenden Vorsitzenden des Sambandsflokkurin gewählt. Am 1. September 2015 erzielte er bei seiner Wiederwahl ins Løgting mit 595 Stimmen das drittbeste Ergebnis in seiner Partei.
Ab 14. März 2015 war er stellvertretender Vorsitzender seiner Partei. Am 24. Oktober 2015 wurde er als Nachfolger von Kaj Leo Johannesen zum zehnten Vorsitzenden des Sambandsflokkurin seit seiner Gründung im Jahr 1906 gewählt.

## Familie
Bárður Nielsen ist der Sohn von Gunnvá Winther und Bogi á Steig. Verheiratet ist er mit Rakul Nielsen (geb. Lamhauge), mit der er vier Kinder hat. Die Familie lebt in Vestmanna.